# Sarah Jessica Parker
Sarah Jessica Parker (* 25. března 1965, Nelsonville, Ohio, USA) je americká herečka a producentka známá pro ztvárnění role Carrie Bradshaw v seriálu Sex ve městě, za nějž obdržela čtyři Zlaté glóby a dvě ceny Emmy. Kariéru zahájila v televizním seriálu již jako osmiletá dívka a v jedenácti letech debutovala na Broadwayi. Od počátku 90. let se začala prosazovat ve filmu.

## Životopis
Vyrůstala v rodině obchodníka spolu s osmi sourozenci v Cincinnati. Zde se začala věnovat baletu. Hereckou kariéru začala v osmi letech televizním pořadem Andersenovy pohádky The Little Match Girl (Děvčátko se zápalkami). Na Brodwayi se objevila v jedenácti v titulní roli úspěšného muzikálu Annie. Obecně známá[zdroj?] se stala hlavní rolí v televizním seriálu ze školního prostředí Square Pegs (1982–83) a rolí idealistické státní zástupkyně Jo Ann Harrisové v seriálu Equal Justice (1986).
V 90. letech se začala prosazovat i ve filmu. Byla protagonistkou blonďatých dívek, kterým vždy vztah narušily neočekávané události jako například ve filmech Příběh z L.A., Líbánky v Las Vegas, Ed Wood nebo Rapsodie v Miami. Velmi úspěšnou[zdroj?] byla role Callie Cain v televizním dramatu podle skutečné události V zájmu dítěte.
Její zatím asi nejznámější role přišla v seriálu Sex ve městě, ve kterém ztvárnila novinářku Carrie žijící na Manhattanu, která řeší se svými kamarádkami problémy nezadaných třicátnic. Touto rolí se zapsala do paměti žen[zdroj?] také jako módní ikona.
Za film Sex ve městě 2 získala spolu i s ostatními hlavními herečkami cenu Zlaté maliny za nejhorší herečku.
Po sedmileté známosti s Robertem Downeyem jr. si po pětiletém vztahu v roce 1997 vzala Matthewa Brodericka.

## Filmografie

### Herečka
- Holky se chtějí bavit taky (1985)
- Malý navigátor (Flight of the Navigator, 1986)
- Líbánky v Las Vegas (Honeymoon in Vegas, 1992)
- Na dostřel (Striking Distance, 1993)
- Hokus Pokus (Hocus Pocus, 1993)
- Ed Wood (1994)
- Rapsodie v Miami (Miami Rhapsody, 1995)
- Klub odložených žen (The First Wives Club, 1996)
- Zkouška ohněm (The Substance of Fire, 1996)
- Mars útočí! ('Mars Attacks!, 1996)
- Ztraceni na Manhattanu (If Lucy Fell, 1996)
- Smrtící léčba (Extreme Measures, 1996)
- Sex ve městě (Sex and the City, 1998)
- Drsňák Dudley (Dudley Do-Right, 1999)
- Velké trable malého města (State and Main, 2000)
- Zamilovaná do vraha (Life Without Dick, 2002)
- Sex ve městě – Loučení (Sex and the City: A Farewell, 2004)
- Základ rodiny (The Family Stone, 2005)
- Lemra líná (Failure to Launch, 2006)
- Smart People (2008)
- Sex ve městě (Sex and the City: The Movie, 2008)
- Morganovi (Did You Hear About the Morgans?, 2011)
- Šťastný Nový rok (New Year's Eve, 2011)
- Sex ve městě 2 (Sex and the City 2, 2010)
- Nechápu, jak to dokáže (I don't know, how she does it, 2011)

### Producentka
- Sex ve městě (Sex and the City: The Movie, 2008)